# 平度城隍庙
36°47′0.3″N 119°56′44.6″E / 36.783417°N 119.945722°E
平度城隍庙，位于中华人民共和国山东省青岛市平度市李园街道，始建年代不详，现存大殿一座，建于明清年间，现为山东省文物保护单位。

## 历史
平度城隍庙始建年代不详，康熙《平度州志》及道光《重修平度州志》均未提及其创建年代。《青岛文物志》称“城隍庙始建于唐，宋、明、清均有重修”，《中国文物地图集·山东分册》则称“唐宋间创建，明清重修”，此外还有始建于元朝之说。
据清代州志记载，平度城隍庙最初仅有大殿和左右廊。清顺治十二年（1655年），知州李芝兰在此基础上增筑门坊、后堂、寝宫。道光六年（1826年），知州方熙重修。至民国初年，城隍庙基本保持清代规模。1930年，当局废毁庙内神像，“合力推拉，数日而尽”，遗留神像均迁至他处。此后城隍庙曾由陆军屯驻，1934年改为粮仓。另有资料记载电话事务所曾驻此处。1936年，城隍庙两廊、门坊、钟鼓楼等建筑被拆毁，拆下的砖石用于加固城墙。抗战时期，城隍庙一度改为“华北治安军”第8集团军王铁相部马厩。1945年八路军光复平度前夕，城隍庙后堂、戏楼相继被拆除。
中华人民共和国成立以后，原城隍庙地盘陆续划归其他单位，大殿以南划归剧院，大殿西先后为露天百货市场、五金及百货公司，大殿及寝宫改为县粮食局仓库，1958年寝宫划归新华书店。“文革”期间，城隍庙大殿脊兽被砸毁，脊饰瓦件以石灰抹盖。1980年春，寝宫拆除新建新华书店门市楼。至此，平度城隍庙仅余一座大殿。1984年，城隍庙大殿划归平度县博物馆管理。1989年12月5日，平度城隍庙列入第四批青岛市文物保护单位。2009年9月，平度市人民政府拨款168万元，对城隍庙大殿彻底修缮，2010年5月竣工。2013年10月10日列入第四批山东省文物保护单位。

## 建筑

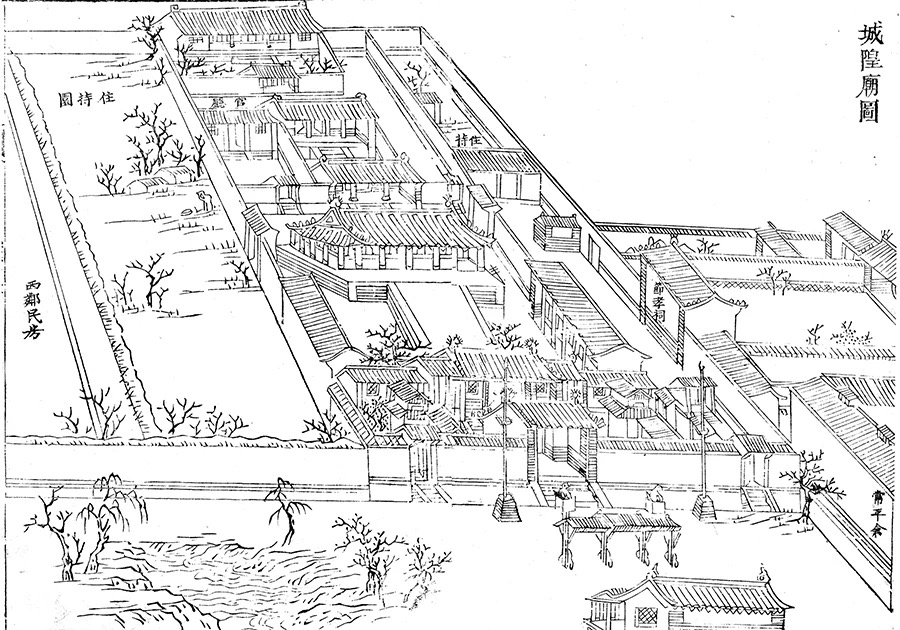
道光《重修平度州志》城隍庙图

清末民初时的平度城隍庙位于平度城南门里路西，分东、西、中三路院落，主要建筑位于中院。中院最前为山门，山门两侧各开一侧门，并设石狮、旗杆一对，山门前为牌坊，牌坊以南广场上建戏楼。山门内两侧为钟鼓楼，穿过山门后侧殿宇，沿中轴线由南至北依次为大殿、后堂、寝宫，俗称大堂、二堂、三堂，分别供奉铜铸、泥塑、木雕城隍像。大殿前两侧为左右两廊，内设鬼卒塑像。两廊北侧围墙各开一便门以通东西两院，为住持道士居所。
现存大殿宽19.8米，深14米，高14米，单檐歇山顶，覆黄绿两色琉璃瓦。面阔五间，进深三间，周围设廊，檐下不设斗拱，廊柱与殿内八根金柱均为石柱，高7.89米。殿内抬梁式构架，枋间用隔架斗拱。殿内明间两侧前金柱上刻有康熙四十九年（1710年）平度知州舒士贵撰并书74字巨幅对联：“神德洋洋，数百里土地人民於焉司命，愿十雨五风疆域内岁时永熙，造福黎庶，便是效灵社稷；明威赫赫，几千般机关巧诈到此何凭，看彰善弹恶幽冥中毫厘不爽，思量身后，应须检点生前。”殿内现供奉大城隍、二城隍、三城隍、三城隍夫人及两侧文武判官。